# Eremophila
Eremophila, veliki biljni rod iz porodice strupnikovki smješten u tribus Myoporeae, dio potporodice Myoporoideae. Sastoji se od 249 vrsta poleglih do uspravnih grmova i manjih stabala rasprostranjenih uglavnom po Zapadnoj Australiji, jedna uvezena na Novi Zeland.

## Opis
Rod je opisan u Prodromus Florae Novae Hollandiae 518. 1810. Tipična vrsta nije označena.
Listovi većinom naizmjenični, katkada nasuprotni, sjedeći ili na peteljci; rubovi cjeloviti, nazubljeni ili rijetko duboko režnjeviti. Cvjetovi koje oprašuju ptice ili kukci, kadukuzni, 1-8 po pazušcu, sjedeći ili na peteljci, razvijaju se uzastopno. Čašičnih listića ima 5, povremeno 4. Vjenčić je dvousan, cjevast ili zvonasti, često zakrivljen. Prašnik 4 (5). Jajnik 2-lokularni postaje 4-lokularni razvojem 2 placentalne pregrade. Plodovi većinom suhi ili koštunjasti i mesnati, valjkasti, vršasti do kuglasti; egzokarp papirast koji se često odvaja od endokarpa.

## Rasprostranjenost
Rod je široko rasprostranjen diljem Australije s većinom u Zapadnoj Australiji, odsutan u Tasmaniji i jedna vrsta unesena na Novi Zeland.

## Staništa
Sušna područja.

## Vrste
1. Eremophila abietina Kraenzl.
2. Eremophila accrescens Chinnock
3. Eremophila acrida Chinnock
4. Eremophila acutifolia (Chinnock) R. Fowler
5. Eremophila adenotricha (Benth.) F.Muell. ex Benth.
6. Eremophila alatisepala Chinnock
7. Eremophila alternifolia R. Br.
8. Eremophila annosocaulis Chinnock
9. Eremophila anomala Chinnock
10. Eremophila appressa Chinnock
11. Eremophila arachnoides Chinnock
12. Eremophila arbuscula Chinnock
13. Eremophila arenaria Chinnock
14. Eremophila arguta Chinnock
15. Eremophila attenuata Chinnock
16. Eremophila aureivisca Chinnock
17. Eremophila ballythunnensis Buirchell & A. P. Br.
18. Eremophila barbata Chinnock
19. Eremophila battii F.Muell.
20. Eremophila behriana (F.Muell.) F.Muell.
21. Eremophila bignoniiflora (Benth.) F.Muell.
22. Eremophila biserrata Chinnock
23. Eremophila bowmanii F.Muell.
24. Eremophila brevifolia (A. DC.) F.Muell.
25. Eremophila buirchellii A. P. Br.
26. Eremophila caerulea (S. Moore) Diels
27. Eremophila caespitosa Chinnock
28. Eremophila calcicola R. W. Davis
29. Eremophila calorhabdos Diels
30. Eremophila campanulata Chinnock
31. Eremophila canaliculata Chinnock
32. Eremophila caperata Chinnock
33. Eremophila capricornica Buirchell & A. P. Br.
34. Eremophila chamaephila Diels
35. Eremophila christophori F.Muell.
36. Eremophila ciliata Chinnock
37. Eremophila citrina Chinnock
38. Eremophila clarkei A. F. Oldfield & F.Muell.
39. Eremophila clavata Chinnock
40. Eremophila coacta Chinnock
41. Eremophila compacta S. Moore
42. Eremophila complanata Chinnock
43. Eremophila compressa Chinnock
44. Eremophila conferta Chinnock
45. Eremophila congesta Chinnock
46. Eremophila conglomerata Chinnock
47. Eremophila cordatisepala L. S. Sm.
48. Eremophila crassifolia (F.Muell.) F.Muell.
49. Eremophila crenulata Chinnock
50. Eremophila cryptothrix Chinnock
51. Eremophila cuneata Chinnock
52. Eremophila cuneifolia Kraenzl.
53. Eremophila daddii Buirchell & A. P. Br.
54. Eremophila dalyana F.Muell.
55. Eremophila debilis (Andrews) Chinnock
56. Eremophila decipiens Ostenf.
57. Eremophila decussata Chinnock
58. Eremophila delisseri F.Muell.
59. Eremophila demissa Chinnock
60. Eremophila dempsteri F.Muell.
61. Eremophila dendritica Chinnock
62. Eremophila densifolia F.Muell.
63. Eremophila denticulata F.Muell.
64. Eremophila deserti (A. Cunn. ex Benth.) Chinnock
65. Eremophila dichroantha Diels
66. Eremophila dielsiana (Kraenzl.) C. A. Gardner
67. Eremophila divaricata (F.Muell.) F.Muell.
68. Eremophila drummondii F.Muell.
69. Eremophila duttonii F.Muell.
70. Eremophila elachantha Diels
71. Eremophila elderi F.Muell.
72. Eremophila enata Chinnock
73. Eremophila eriocalyx F.Muell.
74. Eremophila eversa Chinnock
75. Eremophila exilifolia F.Muell.
76. Eremophila falcata Chinnock
77. Eremophila fallax Chinnock
78. Eremophila fasciata Chinnock
79. Eremophila ferricola Buirchell & A. P. Br.
80. Eremophila flabellata Chinnock
81. Eremophila flaccida Chinnock
82. Eremophila foliosissima Kraenzl.
83. Eremophila forrestii F.Muell.
84. Eremophila fraseri F.Muell.
85. Eremophila freelingii F.Muell.
86. Eremophila galeata Chinnock
87. Eremophila georgei Diels
88. Eremophila gibbifolia (F.Muell.) F.Muell.
89. Eremophila gibbosa Chinnock
90. Eremophila gibsonii F.Muell.
91. Eremophila gilesii F.Muell.
92. Eremophila glabra (R. Br.) Ostenf.
93. Eremophila glandulifera Chinnock
94. Eremophila glutinosa Chinnock
95. Eremophila goodwinii F.Muell.
96. Eremophila gracillima Chinnock
97. Eremophila grandiflora A. P. Br. & Buirchell
98. Eremophila granitica S. Moore
99. Eremophila hamulata Buirchell & A. P. Br.
100. Eremophila hillii E. A. Shaw
101. Eremophila hispida Chinnock
102. Eremophila homoplastica (S. Moore) C. A. Gardner
103. Eremophila hughesii F.Muell.
104. Eremophila humilis Chinnock
105. Eremophila hurteri A. L. Curtis & K. R. Thiele
106. Eremophila hygrophana Chinnock
107. Eremophila improvisa A. P. Br.
108. Eremophila incisa Chinnock
109. Eremophila inflata C. A. Gardner
110. Eremophila interstans (S. Moore) Diels
111. Eremophila ionantha Diels
112. Eremophila jamesiorum Buirchell & A. P. Br.
113. Eremophila jucunda Chinnock
114. Eremophila koobabbiensis Chinnock
115. Eremophila laanii F.Muell.
116. Eremophila labrosa Chinnock
117. Eremophila laccata Buirchell & A. P. Br.
118. Eremophila lachnocalyx C. A. Gardner
119. Eremophila lactea Chinnock
120. Eremophila lanata Chinnock
121. Eremophila lanceolata Chinnock
122. Eremophila latrobei F.Muell.
123. Eremophila lehmanniana (Sond. ex Lehm.) Chinnock
124. Eremophila linearis Chinnock
125. Eremophila linsmithii R. J. F. Hend.
126. Eremophila longifolia (R. Br.) F.Muell.
127. Eremophila lucida Chinnock
128. Eremophila macdonellii F.Muell.
129. Eremophila macgillivrayi J. M. Black
130. Eremophila mackinlayi F.Muell.
131. Eremophila macmillaniana C. A. Gardner
132. Eremophila maculata (Ker Gawl.) F.Muell.
133. Eremophila magnifica Chinnock
134. Eremophila maitlandii F.Muell. ex Benth.
135. Eremophila malacoides Chinnock
136. Eremophila margarethae S. Moore
137. Eremophila metallicorum S. Moore
138. Eremophila micrantha Chinnock
139. Eremophila microphylla (Chinnock) R. Fowler
140. Eremophila microtheca F.Muell. ex Benth.
141. Eremophila miniata C. A. Gardner
142. Eremophila mirabilis Chinnock
143. Eremophila mitchellii Benth.
144. Eremophila muelleriana C. A. Gardner
145. Eremophila naaykensii A. L. Curtis & K. R. Thiele
146. Eremophila neglecta J. M. Black
147. Eremophila nivea Chinnock
148. Eremophila obliquisepala Chinnock
149. Eremophila oblonga Chinnock
150. Eremophila obovata L. S. Sm.
151. Eremophila occidens Chinnock
152. Eremophila oldfieldii F.Muell.
153. Eremophila oppositifolia R. Br.
154. Eremophila ovata Chinnock
155. Eremophila paisleyi F.Muell.
156. Eremophila pallida Chinnock
157. Eremophila pantonii F.Muell.
158. Eremophila papillata Chinnock
159. Eremophila parvifolia J. M. Black
160. Eremophila pendulina Chinnock
161. Eremophila pentaptera J. M. Black
162. Eremophila perglandulosa Chinnock
163. Eremophila petrophila Chinnock
164. Eremophila phillipsii F.Muell.
165. Eremophila phyllopoda Chinnock
166. Eremophila physocalyx Chinnock
167. Eremophila pilosa Chinnock
168. Eremophila pinnatifida Chinnock
169. Eremophila platycalyx F.Muell.
170. Eremophila platythamnos Diels
171. Eremophila polyclada (F.Muell.) F.Muell.
172. Eremophila praecox Chinnock
173. Eremophila prolata Chinnock
174. Eremophila prostrata Chinnock
175. Eremophila psilocalyx F.Muell.
176. Eremophila pterocarpa W. Fitzg.
177. Eremophila punctata Chinnock
178. Eremophila pungens Chinnock
179. Eremophila punicea S. Moore
180. Eremophila purpurascens Chinnock
181. Eremophila pusilliflora Buirchell & A. P. Br.
182. Eremophila pustulata S. Moore
183. Eremophila racemosa (Endl.) F.Muell.
184. Eremophila ramiflora Dell
185. Eremophila rarissima Buirchell & A. P. Br.
186. Eremophila recurva Chinnock
187. Eremophila regia Buirchell & A. P. Br.
188. Eremophila resiliens Buirchell & A. P. Br.
189. Eremophila resinosa (Endl.) F.Muell.
190. Eremophila reticulata Chinnock
191. Eremophila retropila Chinnock
192. Eremophila revoluta Chinnock
193. Eremophila rhegos Chinnock
194. Eremophila rigens Chinnock
195. Eremophila rigida Chinnock
196. Eremophila rostrata Chinnock
197. Eremophila rotundifolia F.Muell.
198. Eremophila rubicunda R. W. Davis
199. Eremophila rugosa Chinnock
200. Eremophila saligna (S. Moore) C. A. Gardner
201. Eremophila santalina (F.Muell.) F.Muell.
202. Eremophila sargentii (S. Moore) Chinnock
203. Eremophila saxatilis A. P. Br.
204. Eremophila scaberula W. Fitzg.
205. Eremophila scoparia (R. Br.) F.Muell.
206. Eremophila scrobiculata Buirchell & A. P. Br.
207. Eremophila sericea A. P. Br.
208. Eremophila serpens Chinnock
209. Eremophila serrulata (A. DC.) Druce
210. Eremophila setacea Chinnock
211. Eremophila shonae Chinnock
212. Eremophila simulans Chinnock
213. Eremophila spathulata W. Fitzg.
214. Eremophila spectabilis C. A. Gardner
215. Eremophila spinescens Chinnock
216. Eremophila splendens Chinnock
217. Eremophila spongiocarpa Chinnock
218. Eremophila spuria Chinnock
219. Eremophila stenophylla Chinnock
220. Eremophila sturtii R. Br.
221. Eremophila subangustifolia A. P. Br. & Llorens
222. Eremophila subfloccosa Benth.
223. Eremophila subteretifolia Chinnock
224. Eremophila succinea Chinnock
225. Eremophila tenella Chinnock
226. Eremophila ternata (Chinnock) R. Fowler
227. Eremophila ternifolia Chinnock
228. Eremophila tetraptera C. T. White
229. Eremophila undulata Chinnock
230. Eremophila veneta Chinnock
231. Eremophila vernicosa Chinnock
232. Eremophila veronica (S. Moore) C. A. Gardner
233. Eremophila verrucosa Chinnock
234. Eremophila verticillata Chinnock
235. Eremophila victoriae Buirchell & A. P. Br.
236. Eremophila violacea (Chinnock) R. Fowler
237. Eremophila virens C. A. Gardner
238. Eremophila viridissima Chinnock
239. Eremophila viscida Endl.
240. Eremophila viscimarginata Chinnock
241. Eremophila waitii Chinnock
242. Eremophila warnesii Chinnock
243. Eremophila weldii F.Muell.
244. Eremophila willsii F.Muell.
245. Eremophila willsmithii Edginton
246. Eremophila woodiae Edginton
247. Eremophila xantholaema R. W. Davis
248. Eremophila yinnetharrensis Buirchell & A. P. Br.
249. Eremophila youngii F.Muell.

## Sinonimi
- Bondtia Kuntze; Revis. Gen. Pl. 2: 500 (1891)
- Calamphoreus Chinnock; Eremophila 169 (2007)
- Diocirea Chinnock; Eremophila 171 (2007)
- Duttonia F.Muell.; Hooker´s J. Bot. Kew Gard. Misc. 8: 74 (1856), nom. illeg.
- Eremodendron DC. ex Meisn.; Gen. 292 (1840)
- Pholidia R.Br.; Prodr. Fl. Nov. Holland. 517 (1810)
- Pholidiopsis F.Muell.; Linnaea 25: 429 (1852)
- Pseudopholidia A.DC.; Prodr. [A. DC.] 11: 704 (1847)
- Sentis F.Muell.; Fragm. 4: 47 (1863)
- Stenochilus R.Br.; Prodr. Fl. Nov. Holland. 517 (1810)